# Castelo Montebello Medieval

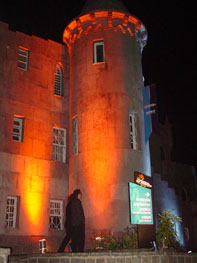
Castelo Montebello Medieval

O Castelo Montebello Medieval está localizado na cidade de Teresópolis, no estado brasileiro do Rio de Janeiro.

O castelo começou a ser construído em 1917, em estilo anglo-normando, pelo embaixador do Brasil na Inglaterra, Dr. Frederico Feitosa, filho de imigrantes portugueses. O embaixador, em 1921, estabeleceu residência em Londres, e, por não ter herdeiros, resolveu vender o castelo. Este foi adquirido como residência de verão de um aristocrata italiano, Antonnio Faustino (engenheiro-chefe e vice-diretor da Estrada de Ferro Central do Brasil), filho do conde Francesco Faustino. Maria Egídia faleceu em 1946, e a parte que lhe cabia foi comprada no pelo Dr. Nathan Hodick Lenson, médico escocês, casado com Valentina, filha de Antonnio Faustino e Maria Egídia. O médico o manteve como residência de verão até 1949, plantando os pinheiros da entrada e mantendo intacto o interior, respeitando a decoração e o caráter do mesmo. 

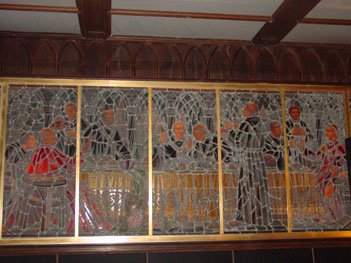
Vitrais no interior do castelo, retratando a Santa Ceia. Os vitrais foram importados da Hungria na década de 1950.

Em 1950, o castelo foi vendido a Cyrillo Mothé, que contratou o arquiteto alemão Eugen Luther Klass para reformá-lo. Entre 1953 e 1956, o castelo ficou aberto à visitação pública, mas o desaparecimento de peças do castelo fez com que este fosse fechado à visitação pública. Na década de 1990, o Rotary organizou uma festa de dia das bruxas no castelo.  

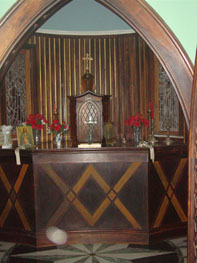
Oratório no interior do castelo

Em 2005, o castelo abrigou o Festival de Inverno organizado pelo Serviço Social do Comércio.
Um dos atuais administradores do Castelo de Montebello é o sr. Jorge Faustino Hodick Lenson, já idoso, filho de Valentina Faustino e do Dr. Nathan Hodick Lenson. Vale lembrar que Antonnio Faustino, o aristocrata italiano, também foi cunhado de Joaquim Rolla, e, portanto, proprietário de parte do Palácio Quitandinha. 
O castelo foi vendido novamente em 2017 e atualmente está em reforma. 

## Descrição
Com exceção de suas belezas externas, onde predominam as suas paredes adornadas com pó de pedras idênticas à época medieval, o seu interior já passou por muitas modificações, sem alterar o seu estilo. O piso, que era de madeira corrida, fora substituído pelo piso sintético, principalmente suas escadas. Os lustres deram espaços a filetes de luz fluorescente. No demais, todo seu perfil está conservado. As principais portas que dividem os cômodos são trabalhados em bronze e revelam a beleza de seus vitrais. No adro do castelo, registra-se uma plaqueta da inauguração do monumento, a sua história e os seus personagens. 

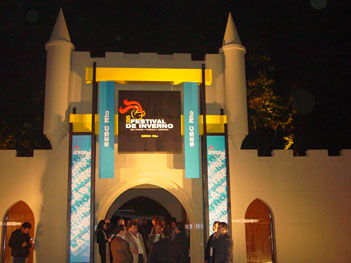
Pórtico de entrada do castelo